# Sacari
Sacari ist eine Ortschaft im Departamento Chuquisaca im südamerikanischen Andenstaat Bolivien.

## Lage im Nahraum
Sacari ist größter Ort des Kanton Caiza „K“ im Municipio Villa Charcas (früher Teil des Municipio Incahuasi) in der Provinz Nor Cinti. Der Ort liegt in einer Höhe von 2773 m am Rande eines kleinen Seitentales des Río Challa Hupo, der über den Río Santa Elena mit dem Río Pilcomayo verbunden ist.
Sacari liegt am Nordrand der Bergregion der Cordillera de Tajsara o Tarachaca im semi-ariden Übergangsgebiet zwischen den semi-humiden Bergwäldern der östlichen Gebirgsketten Boliviens und dem ariden Altiplano.
Die jährlichen Niederschläge schwanken zwischen 350 und 550 mm und treten vor allem in den Monaten von November bis März auf; die Wintermonate Mai bis August sind weitgehend niederschlagsfrei (siehe Klimadiagramm Culpina). Die Monatsdurchschnittstemperaturen liegen zwischen knapp 20 °C im Dezember und 5 bis 8 °C im Juni/Juli.

## Geographie
Sacari liegt am Nordrand der Bergregion der Cordillera de Tajsara o Tarachaca im semi-ariden Übergangsgebiet zwischen den semi-humiden Bergwäldern der östlichen Gebirgsketten Boliviens und dem ariden Altiplano. Das Klima ist ein kühl-gemäßigtes Höhenklima mit typischem Tageszeitenklima, bei dem die mittleren Temperaturen im Tagesverlauf stärker schwanken als im Jahresverlauf.
Die Jahresdurchschnittstemperatur in der Region liegt bei knapp 14 °C (siehe Klimadiagramm Camargo), die Monatsdurchschnittswerte schwanken zwischen knapp 10 °C im Juni/Juli und 16 °C von November bis März. Der Jahresniederschlag beträgt 400 mm und weist sieben aride Monate von April bis Oktober mit Monatswerten unter 20 mm auf, nennenswerte Monatsniederschläge fallen nur von Dezember bis Februar mit Werten von je 80 bis 90 mm.

## Verkehrslage
Sacari liegt in einer Entfernung von 391 Straßenkilometern südlich von Sucre, der Hauptstadt des Departamentos.
Durch Sucre führt die 898 Kilometer lange Nationalstraße Ruta 5, die von der Cordillera Oriental quer über den Altiplano zur chilenischen Grenze führt. Von Sucre aus führt die Straße 169 Kilometer in südwestlicher Richtung nach Potosí, wo sie auf die nord-südlich verlaufende Ruta 1 trifft. Von dort sind es auf der Ruta 1 noch einmal 122 Kilometer bis nach Padcoyo. Von dort führt eine nach Osten verlaufende unbefestigte Landstraße über Ocurí weiter nach Palacio Tambo, und in Ocurí zweigt eine Landstraße in südlicher Richtung ab und führt über Malliri und Chiñimayu nach Huancarani Alto; die Straße steigt dabei auf ihrem 45 Kilometer langen Weg zwischen Chiñimayu und Huancarani Alto auf Höhen von knapp über 4000 Meter an.
Zwei Kilometer südlich von Huancarani Alto zweigt eine Landstraße nach Osten ab und erreicht die Ortschaft Palcapata nach weiteren zwei Kilometern. Am Ortsende führt die Straße in südlicher Richtung am Río Villa Charcas entlang, verlässt den Fluss nach eineinhalb Kilometern in östlicher Richtung und trifft nach weiteren eineinhalb Kilometern auf die Landstraße, die von Pucará in nördlicher Richtung nach Sacari, Santa Elena und Caiza „K“ führt.

## Bevölkerung
Die Einwohnerzahl von Sacari ist im vergangenen Jahrzehnt deutlich zurückgegangen:
| Jahr | Einwohner         | Quelle       |
| ---- | ----------------- | ------------ |
| 1992 | keine Detaildaten | Volkszählung |
| 2001 | 738               | Volkszählung |
| 2012 | 523               | Volkszählung |
| 2024 |                   | Volkszählung |